# کریس اوتول
کریس اوتول (انگلیسی: Chris Otule؛ زادهٔ ۴ ژانویهٔ ۱۹۹۰) بازیکن بسکتبال اهل ایالات متحده آمریکا است.